# Jérémie Bréchet
Jérémie Bréchet (Lió, 14 d'agost de 1979) és un futbolista professional francès, ja retirat, que ocupava la posició de lateral esquerre o defensa central.

## Trajectòria
Comença la seua carrera professional amb l'Olympique de Lió. A l'equip hi roman fins al 2003, sumant 117 partits. Hi guanyaria dues lligues en els seus dos darrers anys a l'Olympique, tot començant l'època daurada del club. El juliol del 2003 és transferit a l'Inter de Milà per 3 milions d'euros. No té massa fortuna a Itàlia, jugant només nou partits.
La temporada 04/05 recala a la Reial Societat. Les lesions li afecten durant els dos anys que passa a l'equip donostiarra, disputant una vintena de partits. El 2006 hi retorna al seu país, a les files de FC Sochaux. Recupera el bon joc de la seua etapa a l'Olympique, i es fa amb la capitania de l'equip. Amb el Sochaux hi guanya dues Copes de França.
Al juny del 2008 fitxa pel PSV Eindhoven, amb qui disputa 27 partits de la temporada 08/09. Adduint raons familiars, a l'any següent retorna al Sochaux. El juny de 2013 ingressà a FC Girondins de Bordeus. Un any més tard jugà a Gazélec Ajaccio.

## Selecció
Bréchet ha estat internacional amb França en tres ocasions. Va participar en la Copa Confederacions del 2001.